# رولاندو ماران
رولاندو ماران (ایتالیایی: Rolando Maran؛ زادهٔ ۱۴ ژوئیهٔ ۱۹۶۳) بازیکن سابق و مربی فوتبال اهل ایتالیا است.
از باشگاه‌هایی که در آن بازی کرده‌است می‌توان به باشگاه فوتبال کیه‌وو ورونا اشاره کرد.